# Dichtung
Dichtung oder Dichtkunst bezeichnet einerseits einen künstlerischen Schaffensprozess, der je nach Definition auf die poetische Gattung der Lyrik beschränkt ist oder auch andere Kunstformen wie Musik und Malerei mit einschließt, und andererseits das Ergebnis dieses Prozesses.

## Dichtung und Poesie
Im Gegensatz zu dem auch in anderen Sprachen bekannten Begriff der Poesie ist Dichtung (dänisch digtning, norwegisch diktning, schwedisch diktning) eine spezielle Wortbildung, mit der eine leichte Verlagerung des Blickpunktes einhergeht: Poesie ist, so die poetologische Theorie, der Bereich der poetischen Gattungen. Das Wort Dichtung bezeichnet daneben auch das literarische Produkt und den Produktionsprozess, dem es sich verdankt, das Dichten (von mhd. ti[c]hten für ‚schaffen, erdenken, aussinnen, anordnen‘, aus lat. dictare ‚diktieren, aufsetzen, abfassen‘; verbreitet und nicht ohne Auswirkung auf die Bedeutungsentwicklung ist dagegen  die vulgäretymologische Ableitung von dicht, durch die die Vorstellung einer Verdichtung der Aussage evoziert wird). Dichtung wird dabei sowohl im weiteren Sinn auf Literatur mit künstlerischem Anspruch überhaupt, die sogenannte schöne Literatur, bezogen, als auch im engeren Sinn auf in Verse gegliederte, in sogenannter gebundener Sprache abgefasste Texte, wozu im Gegensatz zur prosaischen Belletristik metrische, rhythmische, in freien Rhythmen oder freien Versen der Modernen Poesie abgefasste, strophige und strophenlose, gereimte und nicht gereimte Texte gleichermaßen zählen. Beide Verwendungen des Begriffs Dichtung heben ab auf die Künstlichkeit, die Erfindung des Gedichteten wenn nicht Erdichteten. Man nennt auch die schwierigen Lyrikübersetzungen oft Nachdichtung. Im übertragenen Sinn wird auch in der Musik von symphonischer Dichtung oder Tondichtung gesprochen. Anders als Poesie bezeichnet Dichtung nicht die besondere poetische Stimmung oder den poetischen Ausdruck eines Kunstwerks oder einer Situation in der Natur.

## Begriffsgeschichte
Die Fiktionalität – sie hatte in der Dichtungskritik Platons eine entscheidende Rolle gespielt, war aber in der Poesiedebatte gegenüber formalen Kriterien lange Zeit in den Hintergrund getreten – rückte in der Debatte über die Dichtung im 18. Jahrhundert ins Zentrum. Gleichzeitig gestattete der Begriff in der deutschen Diskussion ein gesteigertes Nachdenken über den Dichter als den, der eine höhere Welt, die Welt seiner Dichtung gegenüber der Realität schafft. Näheres siehe im Artikel Poesie.
Im 19. Jahrhundert wurde – als Literatur zum Bereich der sprachlichen Überlieferungen umdefiniert wurde – das Wort im Deutschen zum Begriff für die im „engeren Sinne“ die Literaturbetrachtung beschäftigende Produktion. Im 20. Jahrhundert verlor es gegenüber einem neutraleren Sprechen von Literatur an Bedeutung. „Dichter“ waren, so die verbreitete Wahrnehmung, Autoren, die „wahre und große Kunst“ hervorbringen – eine Qualitätsaussage war hiermit verbunden, die im Austausch über Literatur nicht unbedingt länger angestrebt war. Das Wort fiel mit dem Nationalsozialismus, der an Vorstellungen des 19. Jahrhunderts anknüpfte und vom Dichter die Rolle des Sehers und geistigen Führers des Volkes verlangte, in einen Misskredit, dem die Literaturwissenschaft der 1950er und 1960er nur halbherzig mit einem Ruf nach einer Rückbesinnung auf die bleibenden Werte, und damit durchaus auf einen neuen Diskurs über Dichtung, entgegentrat. Das Sprechen von Dichtung verlor mit den Strömungen der Literaturwissenschaft, die mit den 1960ern vom Strukturalismus bis zur Literatursoziologie aufkamen, an Bedeutung.

## Heutiger Gebrauch
Als Dichtung bezeichnet man heute primär in Verse gesetzte Werke, insbesondere des Mittelalters („Spielmannsdichtung“ und vergleichbare Gattungsbildungen tragen den Begriff fort) und der deutschen Epochen vom Sturm und Drang bis zum Vormärz. Hier scheint der Begriff von Vorteil gegenüber dem Poesiebegriff, mit dem weit eher ein Traditionsbogen von der Antike und Aristoteles in das 18. Jahrhundert und die Zeit Gottscheds gespannt wird – ein Bogen, der es kaum erlaubte, mittelalterlicher Dichtung Wert beizumessen, und ein Bogen, von dem sich die deutschen „Dichter“ des späten 18. und frühen 19. Jahrhunderts distanzierten.

## Zitat
- Es heiße, „Dichtung entstehe aus der schon beruhigten Erinnerung an ein Gefühlserlebnis.“ (William Somerset Maugham: „Julia, du bist zauberhaft. Roman.“ Übersetzerin des Originals „Theatre“: Renate Seiller (1937), Verlag Volk und Welt, Berlin 1983, S. 318 unten)